# Ancistrochilus rothschildianus
Ancistrochilus rothschildianus là một loài thực vật có hoa trong họ Lan. Loài này được O'Brien mô tả khoa học đầu tiên năm 1907.

## Hình ảnh

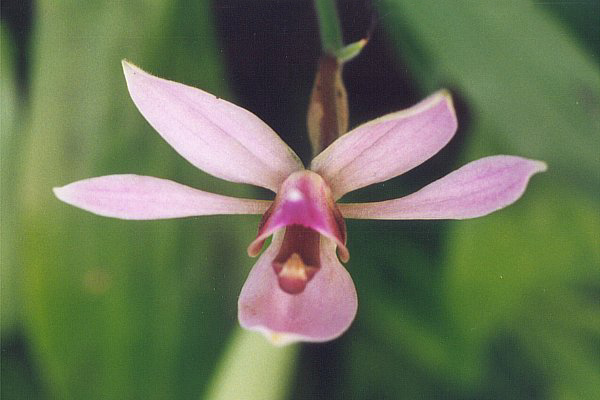
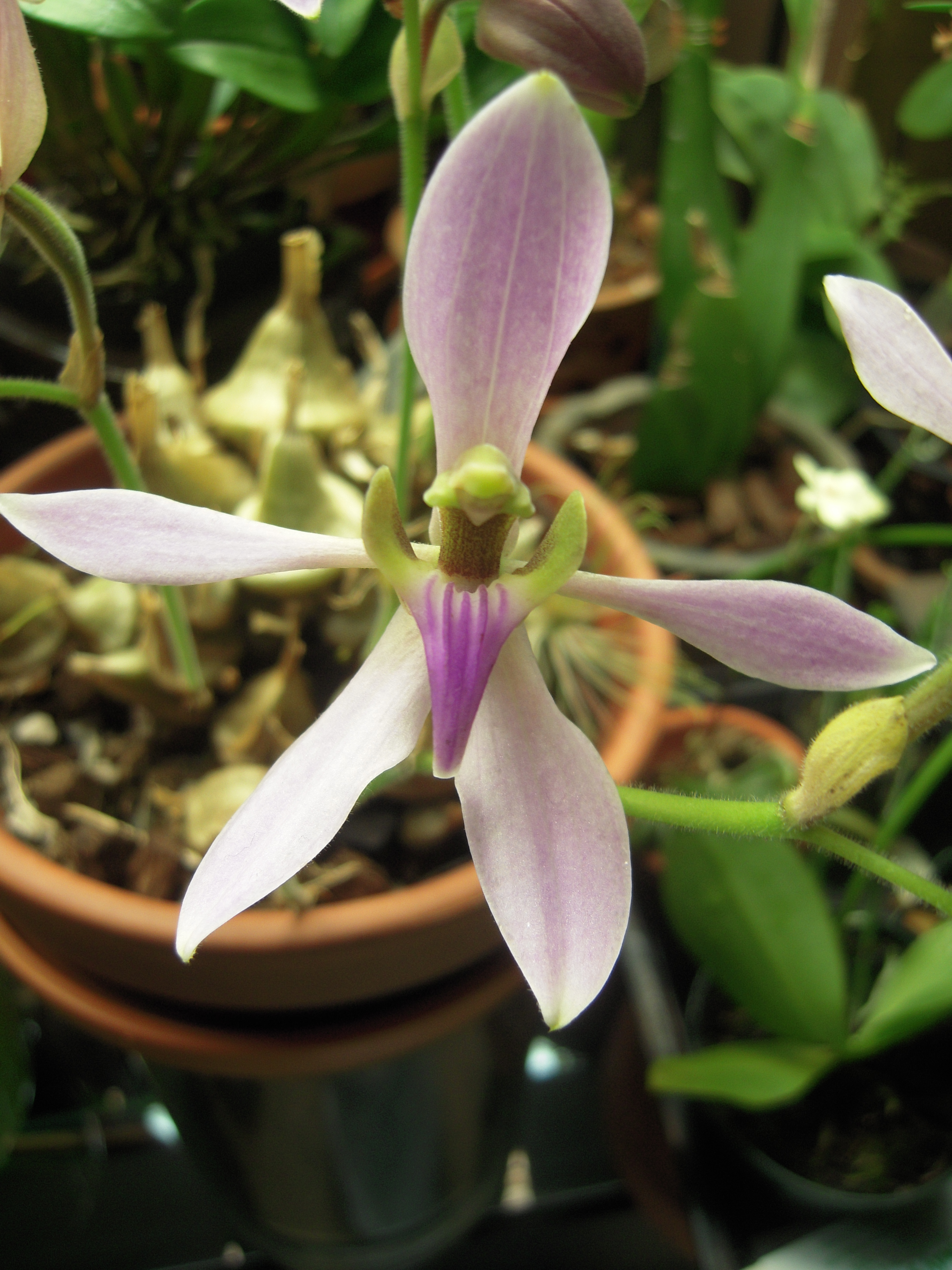
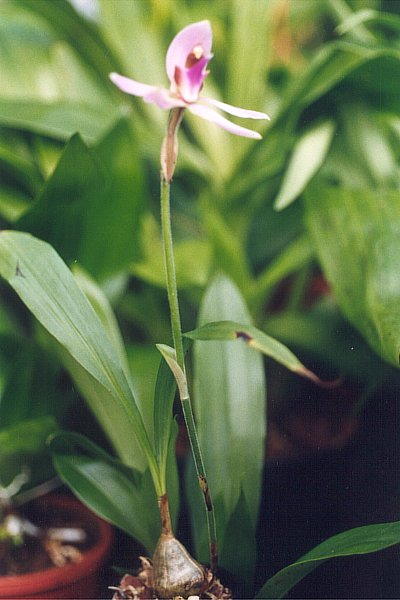
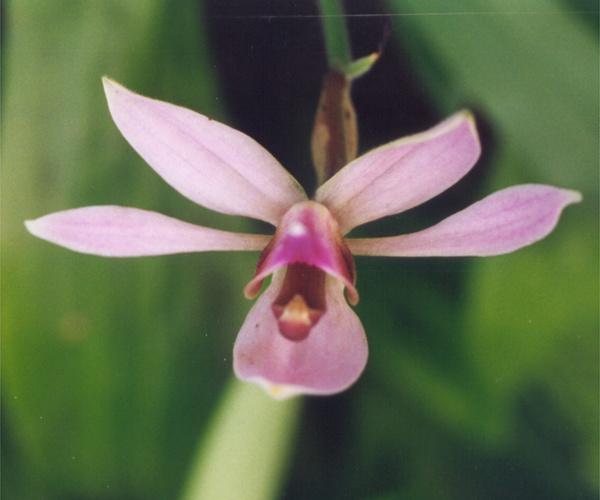